# Volta ao País Basco
A Volta ao País Basco (em basco: Euskal Herriko Itzulia; em castelhano: Vuelta al País Vasco) é uma corrida Ciclismo profissional por etapas disputada na Comunidade Autónoma do País Basco (Espanha), em abril.
Foi criada em 1924 sob o nome de Grande Prémio Excelsior, esta competição cessou entre 1936 e 1968 por causa da Guerra Civil Espanhola e os problemas económicos causados por ela. Em 1969 recuperou-se unindo à organização da Bicicleta Eibarresa. O diário A Voz de Espanha apoiou a iniciativa e converteu-se no principal patrocinador. Esta união durou até o ano de 1973. Para não complicar o palmarés de ambas as provas, nestes anos se costumam considerar pertencentes à Volta ao País Basco. Desde o 2005 está inscrita no programa UCI ProTour e seus sucessores, atualmente UCI World Tour. No ano 2009 lembrou-se fundir novamente a Euskal Bizikleta com a Volta ao País Basco, para relançar a primeira, até 2012 no mínimo.
Atualmente está organizada por Organizações Ciclistas Euskadi depois de sua fusão com a Euskal Bizikleta (em 2009). Anteriormente (até 1980) esteve-o por Unipublic, os mesmos organizadores que a Vuelta a España se encarregando posteriormente Organizações Desportivas El Diario Basco.
Em seu palmarés destacam as vitórias de numerosos vencedores do Tour de France, como Nicolas Frantz, Maurice De Waele, Gino Bartali, Jacques Anquetil, Luis Ocaña, Stephen Roche e Alberto Contador e Jonas Vingegaard, vencedores da Volta a Espanha como Giovanni Battaglin, Sean Kelly, Toni Rominger, Alex Zülle, Laurent Jalabert, Denis Menchov, Alejandro Valverde e Primož Roglič e do Giro d'Italia como Danilo Di Luca e Nairo Quintana.

## História

### Anos 1924 a 1935

#### Passos prévios
O grande precursor da prova, o jornal "Excelsior" compôs um potente comité organizador, nele estavam integradas as mais relevantes personalidades biscainhas do desporto da época. Sua pretensão era organizar a corrida mais importante que se tinha organizado no estado espanhol.
Sem dúvida o mais complicado foi atrair os ciclistas de primeiro nível, que até então mal tinham disputado corridas em território espanhol. Não obstante teve três circunstância fundamentais que facilitaram o trabalho, em primeiro lugar a vontade do comité organizador, em segundo lugar a colaboração de L'Auto e por último o interesse comercial que supunha a Volta ao País Basco para a casa Automoto.

#### 1924
Tudo isso dispôs que a gema de participantes na sua primeira edição foram de primeiro nível, com os ciclistas do Automoto e seu filial Christophe, tinham por então em suas fileiras os melhores ciclistas franceses da época. Entre eles estavam os irmãos Pelissier, o maior Henri e Francis, Victor Fontan, Jean Brunier, Henri Colle, Charles Lacquehay. A gema dos conterrâneos completava-se com Simon Tequi de France Sport que se apresentou na última hora. Entre os nacionais destacavam os catalães Miguel Mucio e Teodoro Monteys e os locais estavam Segundo Barruetabeña, Lucas Jauregui e José Luis Miner.
A organização dispôs de duas classificações, a geral e a nacional, à que só podiam optar os ciclistas espanhóis, o prémio para o vencedor da primeira era de 2 000 pesetas e de 1 000 pesetas para o nacional. Ao mesmo tempo, todos os ciclistas podiam disputar diversos prémios nas provas de algumas vilas, que estes mesmos organizavam.

### Anos 1936 a 1968
Finalmente a edição de 1936 teve que suspender por causa da Guerra Civil Espanhola, conquanto em princípio se tinha pensado não adiar, dados os acontecimentos que se estavam a desenvolver não ficou outra que a suspensão.
Depois da Guerra Civil e tendo em conta o resultado da mesma eliminou-se do calendário de provas ciclistas da Volta ao País Basco. Conquanto é verdadeiro que teve numerosas tentativas para retomar a mesma, tanto desde San Sebastián, como desde Bilbau, nenhuma delas surgiu.
Durante esse período de tempo, teve outras provas ciclistas como o Circuito do Norte e o G. P. Prefeitura de Bilbau, que mantinham vivo o espírito da Volta ao País Basco, dado que as mesmas saíam para além das fronteiras do País Basco.
Não obstante foi no ano 1952 no que se criou a "Bicicleta Eibarresa", que se que supunha uma autêntica Volta ao País Basco, já que em suas etapas se percorria praticamente a totalidade de seu território basco peninsular. Agora bem chegados os finais da década de 1960, a contratação dos melhores ciclistas do momento e a própria organização da corrida supunham uns elevados custos que os organizadores não puderam fazer frente.
Em definitiva a melhor solução era envolver a empresas e instituições do resto do País Basco, para superar esses problemas económicos e a iniciativa de Manuel Serdán a "Bicicleta Eibarresa" passou a chamar-se em 1969 "Volta ao País Basco-Bicicleta Eibarresa". O diário donostiarra A Voz de Espanha apoiou a iniciativa e converteu-se no principal patrocinador. A união durou quatro anos, até 1973. Para não complicar o palmarés de ambas as provas, nesses anos se costuma considerar pertencentes à “Volta ao País Basco”.

### Desde 2009: unificação da Volta ao País Basco com a Euskal Bizikleta
Depois da edição de 2008 o El Diario Basco deixou de ser o patrocinador principal com o que deixava à prova com graves problemas económicos. Sua organização desportiva propôs uma cessão da corrida a Unipublic que estes recusaram, tendo que continuar Organizações Desportivas o El Diario Basco com a organização da prova.
Devido à crise económica de 2008-2012, a partir de 2009 voltou a unir com a Bicicleta Eibarresa (chamada desde o 2004 Euskal Bizikleta) a instâncias do Governo Basco que patrocinava ambas as provas, ainda que com uma percentagem muita maior para a Euskal Bizikleta, aliás a Euskal Telebista (rádio-televisão pública basca) era um dos principais patrocinadores da Euskal Bizikleta. Dita união trouxe consigo que Organizações Desportivas O El Diario Basco se renomeasse por Organizações Ciclistas Euskadi.  Quanto ao percurso esta união trouxe consigo um final de etapa fixo em Arrate (Éibar) em lembrança da Euskal Bizikleta..
Para não complicar o palmarés de ambas as provas, nestes anos se costumam considerar pertencentes à Volta ao País Basco.
Em 2010 Unipublic (cujo 49% das ações desde o 2008 tem-as ASO, organizador do Tour de France entre outras) fez uma oferta formal para fazer-se de novo com a corrida comprando o 51% desta, a mudança de controlar completamente sua organização. A oferta não teve resposta, entre outros motivos porque não queriam se fazer cargo também da Clássica de San Sebastián por seu elevado custo, confiando em que o Governo Basco pudesse sufragar a parte do orçamento que faltasse a cada edição das duas provas.
Depois do final do acordo com o Governo Basco, voltaram a aparecer os problemas económicos do passado. O acordo de dito organismo consistia numa contribuição dentre 350.000 e 400.000 € ao ano durante esses três anos, correspondentes ao Grande Prêmio, que também incluía à Clássica de San Sebastián. A prorrogação não pôde se fazer operativa devido à crise económica de 2008-2012 com o que dito governo "sozinho" pôde contribuir 200.000 € em princípio reservados para a Volta a Espanha. Depois de não encontrar um patrocinador que sufragasse os 150 000 € necessários para sacar as duas provas adiante (Volta ao País Basco e Clássica de San Sebastián) os organizadores fizeram público o problema e fizeram um telefonema de urgência em procura de alguém que contribuísse dita quantidade. O orçamento das provas durante os últimos anos tem sido de 1 milhão de euros para a Volta e 500.000 € para a Clássica os quais o Governo Basco sufragava directamente o 25% aproximadamente. Finalmente conseguiu-se o patrocínio do Banco Guipuzcoano (posteriormente Banco Sabadell) garantindo a disputa da corrida durante 2 anos mais. Enquanto, a Clássica de San Sebastián seguiu com o patrocínio principal de Kutxa.

## Camisolas de líder
Para facilitar o reconhecimento do líder em prova, nas primeiras edições o primeiro na classificação geral portava uma camisola de cor vermelha, cor que nenhum outro corredor podia levar em seu vestuário para evitar as confusões.
A partir do ano 1935 a camisola passaria a ser de cor azul, ao tempo nessa mesma edição suprimiu-se a classificação "nacional" e criaram-se outras novas, a classificação da montanha, e uma classificação para as categorias segundas e terceiras (para ciclistas de menor nível).
Mais adiante, a camisola passou a ser de cor amarela, a semelhança do utilizado no Tour de France. Os líderes das diferentes classificações suplementares também passaram a levar camisolas identificativos. No ano 2000 voltou a camisola azul para identificar ao líder ainda que só se manteve durante essa edição.

## Percursos

### Características gerais
Os percursos desta corrida caracterizaram-se pelo predomino da média-montanha chegando a converter-se na segunda prova por etapas mais importante da Espanha por trás da Volta a Espanha e por adiante da Volta à Catalunha de igual categoria pese a que a prova basca tenha portos de menor entidade e menor dificuldade global que a catalã.
No entanto, critica-se a inclusão do contrarrelógio na etapa final que provoca conservadorismo nos corredores e que os portos mais duros da zona (Azurki, Urkiola, Orduña, Erlaitz, Urraki, Bikotx-Ganhe, Elosua, La Herrera...-ainda que alguns pontuados de 2.ª categoria-) mal se ascendam e quando se faz a maioria de vezes estes estejam na primeira metade do percurso das etapas.
Outra característica é a pouca variação nos finais tradicionais de etapa. Assim por exemplo, nos últimos 15 anos, a etapa que acaba em Vitoria-Gasteiz sempre tem tido os mesmos últimos 18 km desde Treviño ascendendo o porto de Zaldiaran; a etapa com final em Arrate sempre tem tido os mesmos últimos 26 km desde Echevarría ascendendo o porto de San Miguel (Urkaregi) e o subida final a Usartza-Arrate depois de passar por Eibar; a etapa com final em Zalla sempre tem tido os mesmos 24 km desde o penúltimo passo por Zalla passando por Avellaneda, o porto de Beci, Valmaseda e a cota de La Herrera; e a etapa com final em Lecumberri sempre tem tido os mesmos últimos 75 km desde o porto de Zuarrarrate passando por Lecumberri (primeiro passo pela meta) e os portos de Huitzi, Leaburu e Azpiíroz.
Também tem como característica que mal tenha etapas que superem os 200 km, excepcionalmente pode ter uma e só teve duas na edição de 1994. Por isso, apesar de ter até 5 etapas em linha mais o contrarrelógio nunca se superaram os 910 km ao todo e só se tenham superado os 900 km em duas ocasiões.
Ainda que seja habitual em algumas corridas também destaca a divergência nos critérios para a catalogação dos portos, que faz que em teoria algumas etapas sejam mais duras do que são realmente. O exemplo mais extremo seria a catalogação de Usartza-Ixua com 5 km ao 7,5% de desnivel, Jaizquíbel de 8 km ao 5% e Azpíroz de 7 km ao 5% sejam catalogados de 1.ª categoria quando Erlaitz de 5 km ao 8,5% de desnível e Bikotx-Ganhe de 5 km ao 8,25% sempre tenham sido catalogados de 2.ª categoria. Curiosamente Usartza por uma vertente mais dura que a habitual -a de Matsaria (4 km ao 11% -com os 2 km centrais ao 14,7 %)- foi catalogado de 2.ª categoria na Volta ao País Basco de 2016. Por exemplo Jaizquíbel no Tour de France foi catalogado de 2.ª categoria. Outro exemplo no sentido contrário é que Miota (2 km ao 3%) muitas vezes tenha sido catalogado de 3.ª categoria quando o porto próximo de Areitio (3,5 ao 3,5%) às vezes não tenha sido pontuável. Isso faz que às vezes seja difícil determinar a dureza real das etapas. Isso faz que muitas etapas, supostamente duras -com portos de 1.º ou 2.º próximos a meta-, tenham uma ligação similar à Milão-Sanremo.

### Evolução histórica

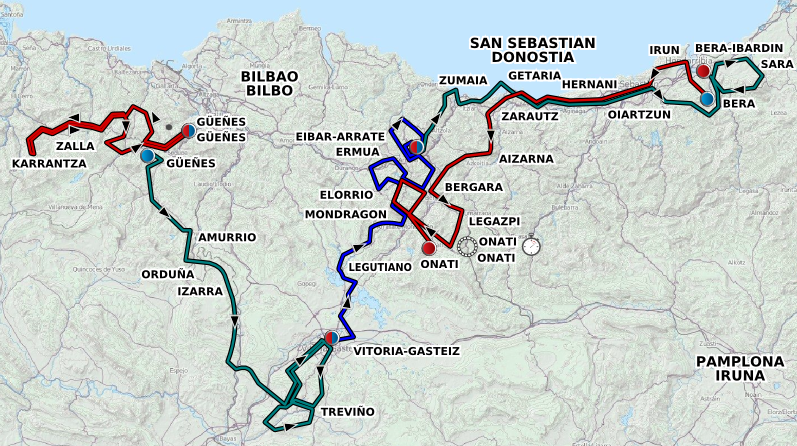
Percurso da Volta ao País Basco de 2012

As primeiras edições, até à Guerra Civil Espanhola, tiveram como protagonistas a Bilbao, Vitoria-Gasteiz, Pamplona e Guecho (Las Arenas), do resto sozinho Baiona chegou a ter um início e final de etapa na edição de 1935. Com a unificação com a Bicicleta Eibarresa em 1969 acrescentou-se um duplo sector que, depois de se separar de novo as duas provas em 1974, se converteu num duplo sector com contrarrelógio final em 1975.
Sempre que tem estado unida com a Bicicleta Eibarresa, ou suas posteriores denominações, Eibar tem acolhido no mínimo um início de etapa, um final de etapa e vários passos pela localidade ao converter-se num dos patrocinadores principais da prova.
Na década de 70 e em 1980 teve algum início e final de etapa fora do País Basco e Navarra concretamente na La Rioja (Logroño -3 vezes- e Calahorra -1 vez-). Foi já em 1978 quando entrou no País Basco francês por segunda vez desde 1935 se convertendo a chegada a Ibardin (zona de Vendas) como um final de etapa clássico na rodada (15 finais de etapa ao todo) a maioria de vezes prévio passo por Labort.
Desde 1990 a primeira etapa tinha uma comprimento reduzido, em torno dos 130 km ou menos, para facilitar a deslocação dos corredores que tivessem disputado no dia anterior o Volta à Flandres no entanto com o passar dos anos ao ter poucos corredores que disputassem estas duas provas progressivamente a primeira etapa começou a ter um quilometragem tradicional.
Em 2006, por regulamento da UCI que suprimiu os duplos sectores nas corridas de máxima categoria, teve que se eliminar o duplo sector e essa crono final ficou como etapa independente ao seguinte dia. Devido a isso se subiu a quilometragem tradicional dessas duas etapas já que a primeira tinha uns 100 km e a contrarrelógio uns 10 km que passaram a ser de aproximadamente 160 km e 20 km, respetivamente.
Desde o 2012 deixaram-se de ascender os portos tradicionais de Urkiola e Orduña quando era habitual ver ao menos um deles no percurso. Um ano depois, pela primeira vez em sua história não passou por Navarra.

## Palmarés

### Podiums
| Ano                                                              | Vencedor                   | Segundo               | Terceiro                |           |
| ---------------------------------------------------------------- | -------------------------- | --------------------- | ----------------------- | --------- |
| 1924                                                             | Francis Pélissier          | Henri Pélissier       | Charles Lacquehay       |           |
| 1925                                                             | Auguste Verdyck            | Joseph Pe             | Marcel Bidot            |           |
| 1926                                                             | Nicolas Frantz             | Ottavio Bottecchia    | Victor Fontan           |           |
| 1927                                                             | Victor Fontan              | André Leducq          | Lucien Buysse           |           |
| 1928                                                             | Maurice De Waele           | André Leducq          | Mariano Cañardo         |           |
| 1929                                                             | Maurice De Waele           | Marcel Bidot          | Nicolas Frantz          |           |
| 1930                                                             | Mariano Cañardo            | Antonin Magne         | Jean Aerts              |           |
| 1931-1934 edições não disputadas                                 |                            |                       |                         |           |
| 1935                                                             | Gino Bartali               | Dante Gianello        | Julián Berrendero       |           |
| 1937-1968 edições não disputadas devido à guerra civil espanhola |                            |                       |                         |           |
| 1969                                                             | Jacques Anquetil           | Francisco Gabica      | Mariano Díaz            |           |
| 1970                                                             | Luis Santamarina           | Jesús Aranzabal       | Andrés Gandarias Albizu |           |
| 1971                                                             | Luis Ocaña                 | Raymond Poulidor      | Miguel María Lasa       |           |
| 1972                                                             | José Antonio González      | Jesús Manzaneque      | Jesús Esperanza         |           |
| 1973                                                             | Luis Ocaña                 | José Antonio González | Txomin Perurena         |           |
| 1974                                                             | Miguel María Lasa          | Jesús Manzaneque      | Luis Ocaña              |           |
| 1975                                                             | José Antonio González      | Jesús Manzaneque      | Agustín Tamames         |           |
| 1976                                                             | Gianbattista Baronchelli   | Francisco Elorriaga   | Joaquim Agostinho       |           |
| 1977                                                             | José Antonio González      | Paul Wellens          | Jean-Pierre Baert       |           |
| 1978                                                             | José Antonio González      | Enrique Cima          | José Nazábal            |           |
| 1979                                                             | Giovanni Battaglin         | Vicente Belda         | Miguel María Lasa       |           |
| 1980                                                             | Alberto Fernández Blanco   | Miguel María Lasa     | Marino Lejarreta        |           |
| 1981                                                             | Silvano Contini            | Mario Beccia          | Marino Lejarreta        |           |
| 1982                                                             | José Luis Laguía           | Julián Gorospe        | Francesco Moser         |           |
| 1983                                                             | Julián Gorospe             | Roberto Visentini     | Marino Lejarreta        |           |
| 1984                                                             | Sean Kelly                 | Faustino Rupérez      | Marino Lejarreta        |           |
| 1985                                                             | Peio Ruiz Cabestany        | Greg LeMond           | Marino Lejarreta        |           |
| 1986                                                             | Sean Kelly                 | Maurizio Rossi        | Federico Echave         |           |
| 1987                                                             | Sean Kelly                 | Rolf Gölz             | Julián Gorospe          |           |
| 1988                                                             | Erik Breukink              | Luc Suykerbuyk        | Julián Gorospe          |           |
| 1989                                                             | Stephen Roche              | Federico Echave       | Jesús Blanco Villar     |           |
| 1990                                                             | Julián Gorospe             | Rolf Gölz             | Miguel Indurain         |           |
| 1991                                                             | Claudio Chiappucci         | Johan Bruyneel        | Piotr Ugrumov           |           |
| 1992                                                             | Tony Rominger              | Raúl Alcalá           | Mikel Zarrabeitia       |           |
| 1993                                                             | Tony Rominger              | Rolf Sørensen         | Alex Zülle              |           |
| 1994                                                             | Tony Rominger              | Evgeni Berzin         | Claudio Chiappucci      |           |
| 1995                                                             | Alex Zülle                 | Laurent Jalabert      | Tony Rominger           |           |
| 1996                                                             | Francesco Casagrande       | Pascal Hervé          | Abraham Olano           |           |
| 1997                                                             | Alex Zülle                 | Laurent Jalabert      | Marco Pantani           |           |
| 1998                                                             | Íñigo Cuesta               | Laurent Jalabert      | Alex Zülle              |           |
| 1999                                                             | Laurent Jalabert           | Wladimir Belli        | Davide Rebellin         |           |
| 2000                                                             | Andreas Klöden             | Danilo Di Luca        | Laurent Jalabert        |           |
| 2001                                                             | Raimondas Rumšas           | José Alberto Martínez | Marcos Serrano          |           |
| 2002                                                             | Aitor Osa                  | David Etxebarria      | Gonzalo Bayarri         |           |
| 2003                                                             | Iban Mayo                  | Tyler Hamilton        | Samuel Sánchez          |           |
| 2004                                                             | Denis Menchov              | Iban Mayo             | David Etxebarria        |           |
| 2005                                                             | Danilo Di Luca             | Davide Rebellin       | Alberto Contador        |           |
| 2006                                                             | José Ángel Gómez Marchante | Alejandro Valverde    | Antonio Colom           |           |
| 2007                                                             | Juan José Cobo             | Ángel Vicioso         | Samuel Sánchez          |           |
| 2008                                                             | Alberto Contador           | Cadel Evans           | Thomas Dekker           |           |
| 2009                                                             | Alberto Contador           | Samuel Sánchez        | Cadel Evans             |           |
| 2010                                                             | Chris Horner               | Beñat Intxausti       | Joaquim Rodríguez       |           |
| 2011                                                             | Andreas Klöden             | Chris Horner          | Robert Gesink           |           |
| 2012                                                             | Samuel Sánchez             | Joaquim Rodríguez     | Bauke Mollema           |           |
| 2013                                                             | Nairo Quintana             | Richie Porte          | Sergio Henao            |           |
| 2014                                                             | Alberto Contador           | Michał Kwiatkowski    | Jean-Christophe Péraud  |           |
| 2015                                                             | Joaquim Rodríguez          | Sergio Henao          | Ion Izagirre            |           |
| 2016                                                             | Alberto Contador           | Sergio Henao          | Nairo Quintana          |           |
| 2017                                                             | Alejandro Valverde         | Alberto Contador      | Ion Izagirre            |           |
| 2018                                                             | Primož Roglič              | Mikel Landa           | Ion Izagirre            |           |
| 2019                                                             | Ion Izagirre               | Daniel Martin         | Emanuel Buchmann        |           |
| 2020                                                             | cancelado                  | cancelado             | cancelado               | cancelado |
| 2021                                                             | Primož Roglič              | Jonas Vingegaard      | Tadej Pogačar           |           |
| 2022                                                             | Daniel Felipe Martínez     | Ion Izagirre          | Aleksandr Vlasov        |           |
| 2023                                                             | Jonas Vingegaard           | Mikel Landa           | Ion Izagirre            |           |
| 2024                                                             | Juan Ayuso                 | Carlos Rodríguez      | Mattias Skjelmose       |           |
| 2025                                                             | João Almeida               | Enric Mas             | Maximilian Schachmann   |           |

| Ano       | Geral                     | Tempo do vencedor      | km totais              | N.º de Etapas          | Montanha                | Pontos                 | Equipas                  | Outras classificações Nacionais (1924-1930) Metas volantes (1969-2010) Jovens (2018-) |
| --------- | ------------------------- | ---------------------- | ---------------------- | ---------------------- | ----------------------- | ---------------------- | ------------------------ | ------------------------------------------------------------------------------------- |
| 1924      | Francis Pélissier         | 22h 46' 36"            | 623                    | 3                      | -                       | -                      | -                        | Teodoro Monteys                                                                       |
| 1925      | Auguste Verdyck           | 24h 50' 34"            | 670                    | 3                      | -                       | -                      | -                        | Ricardo Montero                                                                       |
| 1926      | Nicolas Frantz            | 27h 13' 59"            | 746                    | 4                      | -                       | -                      | -                        | Miguel Mucio                                                                          |
| 1927      | Victor Fontan             | 26h 33' 16"            | 747                    | 4                      | -                       | -                      | -                        | Ricardo Montero (2)                                                                   |
| 1928      | Maurice Dewaele           | 27h 18' 41"            | 762                    | 4                      | -                       | -                      | -                        | Mariano Cañardo                                                                       |
| 1929      | Maurice Dewaele (2)       | 24h 27' 55"            | 723                    | 4                      | -                       | -                      | -                        | Mariano Cañardo (2)                                                                   |
| 1930      | Mariano Cañardo           | 26h 36' 31"            | 723                    | 4                      | -                       | -                      | -                        | Mariano Cañardo (3)                                                                   |
| 1931-1934 | Edições não disputadas    | Edições não disputadas | Edições não disputadas | Edições não disputadas | Edições não disputadas  | Edições não disputadas | Edições não disputadas   | Edições não disputadas                                                                |
| 1935      | Gino Bartali              | 30h 09' 28"            | 873                    | 5                      | Federico Ezquerra       | -                      | -                        | -                                                                                     |
| 1936      | Edição suspendida         | Edição suspendida      | Edição suspendida      | Edição suspendida      | Edição suspendida       | Edição suspendida      | Edição suspendida        | Edição suspendida                                                                     |
| 1937-1968 | Edições não disputadas    | Edições não disputadas | Edições não disputadas | Edições não disputadas | Edições não disputadas  | Edições não disputadas | Edições não disputadas   | Edições não disputadas                                                                |
| 1969      | Jacques Anquetil          | 25h 22' 05"            | 891                    | 6                      | Raymond Poulidor        | Domingo Perurena       | Fagor                    | Mariano Díaz Díaz                                                                     |
| 1970      | Luis Pedro Santamarina    | 25h 00' 45"            | 877                    | 6                      | Domingo Perurena        | Domingo Perurena (2)   | Werner                   | Vicente López Carril                                                                  |
| 1971      | Luis Ocaña                | 24h 31' 53"            | 875                    | 6                      | Ventura Díaz            | Cyrille Guimard        | Bic                      | Eddy Peelman                                                                          |
| 1972      | José González Linares     | 23h 17' 4"             | 810                    | 6                      | José Manuel Fuente      | José González Linares  | Kas                      | -                                                                                     |
| 1973      | Luis Ocaña (2)            | 17h 46' 21"            | 824                    | 6                      | Pedro Torres            | Domingo Perurena (3)   | Kas (2)                  | -                                                                                     |
| 1974      | Miguel María Lasa         | 26h 46' 26"            | 888                    | 6                      | José Luis Abilleira     | Domingo Perurena (4)   | Kas (3)                  | -                                                                                     |
| 1975      | José González Linares (2) | 24h 30' 30"            | 830                    | 7                      | Andrés Oliva            | Miguel María Lasa      | Super Ser                | -                                                                                     |
| 1976      | Gianbattista Baronchelli  | 24h 20' 30"            | 763                    | 6                      | José Nazabal            | Javier Elorriaga       | Scic                     | -                                                                                     |
| 1977      | José González Linares (3) | 17h 23' 32"            | 794                    | 7                      | Miguel María Lasa       | Miguel María Lasa (2)  | Kas (4)                  | Rene Wuyckens                                                                         |
| 1978      | José González Linares (4) | 22h 36' 33"            | 811                    | 6                      | Ismael Lejarreta        | José Luis Velho        | Kas (5)                  | Jaime Albisu                                                                          |
| 1979      | Giovanni Battaglin        | 23h 53' 08"            | 827                    | 6                      | José Luis Mayoz         | Miguel María Lasa (3)  | Transmallorca            | Juan Fernández                                                                        |
| 1980      | Alberto Fernández         | 24h 57' 56"            | 907                    | 6                      | Juan Fernández          | Miguel María Lasa (4)  | Teka                     | Bruno Leali                                                                           |
| 1981      | Silvano Contini           | 22h 07' 30"            | 813                    | 6                      | Mario Beccia            | Silvano Contini        | Teka                     | Luciano Rabottini                                                                     |
| 1982      | José Luis Laguía          | 22h 09' 07"            | 875                    | 6                      | José Luis Laguía        | Francesco Moser        | Kelme                    | Fiorenzo Favero                                                                       |
| 1983      | Julián Gorospe            | 23h 05' 31"            | 866                    | 6                      | Felipe Yáñez            | Juan Fernández         | Reynolds                 | Modesto Urrutibeazkoa                                                                 |
| 1984      | Sean Kelly                | 22h 29' 28"            | 867                    | 6                      | Julián Gorospe          | Sean Kelly             | Skil-Reydel              | Modesto Urrutibeazkoa                                                                 |
| 1985      | Pello Ruiz Cabestany      | 22h 44' 27"            | 877                    | 6                      | Iñaki Gastón            | Sean Kelly (2)         | MG Orbea                 | Roberto Gaggioli                                                                      |
| 1986      | Sean Kelly (2)            | 20h 21' 53"            | 788                    | 6                      | Iñaki Gastón (2)        | Sean Kelly (3)         | Teka                     | Sabino Angoitia                                                                       |
| 1987      | Sean Kelly (3)            | 22h 16' 31"            | 853                    | 6                      | Sean Kelly              | Sean Kelly (4)         | Kas (6)                  | Antonio Provencio                                                                     |
| 1988      | Erik Breukink             | 21h 11' 16"            | 853                    | 6                      | Álvaro Pino             | Sean Kelly (5)         | Reynolds (2)             | Alberto Leanizbarrutia                                                                |
| 1989      | Stephen Roche             | 17h 14' 07"            | 676                    | 6                      | Juan Tomás Martínez     | Federico Etxabe        | BH                       | Tom Cordes                                                                            |
| 1990      | Julián Gorospe (2)        | 21h 01' 29"            | 818                    | 6                      | Enrique Alonso          | Peio Ruiz Cabestany    | Buckler                  | Roberto Torres                                                                        |
| 1991      | Claudio Chiappucci        | 19h 56' 09"            | 792                    | 6                      | José Luis Laguía        | Ad Wijnands            | Seur                     | Fernando Carvalho                                                                     |
| 1992      | Toni Rominger             | 20h 56' 57"            | 806                    | 6                      | Julio César Corrente    | Toni Rominger          | CLAS-Cajastur            | Nate Reiss                                                                            |
| 1993      | Toni Rominger (2)         | 22h 59' 55"            | 882                    | 6                      | Claudio Chiappucci      | Toni Rominger (2)      | CLAS-Cajastur (2)        | Abraham Olano                                                                         |
| 1994      | Toni Rominger (3)         | 23h 25' 04"            | 869                    | 6                      | Claudio Chiappucci (2)  | Laurent Jalabert       | Mapei-CLAS               | Alberto Leanizbarrutia                                                                |
| 1995      | Alex Zülle                | 19h 54' 28"            | 799                    | 6                      | Alfredo Irusta          | Laurent Jalabert (2)   | Mapei-GB (2)             |                                                                                       |
| 1996      | Francesco Casagrande      | 20h 51' 21"            | 818                    | 6                      | Francesco Frattini      | Abraham Olano          | Mapei-GB (2)             | Álvaro González de Galdeano                                                           |
| 1997      | Alex Zülle (2)            | 22h 36' 40"            | 860                    | 6                      | Ginés Salmerón          | Laurent Jalabert (3)   | ONZE                     | Andréi Zinchenko                                                                      |
| 1998      | Íñigo Cuesta              | 23h 37' 47"            | 887                    | 6                      |                         |                        |                          |                                                                                       |
| 1999      | Laurent Jalabert          | 21h 36' 11"            | 838                    | 6                      | Koos Moerenhout         | Laurent Jalabert (4)   | ONZE (2)                 |                                                                                       |
| 2000      | Andreas Klöden            | 21h 53' 24"            | 823                    | 6                      | Alberto López de Munain | Laurent Jalabert (5)   |                          | Aitor Silloniz                                                                        |
| 2001      | Raimondas Rumsas          |                        | 752                    | 6                      | Pavel Tonkov            | Michael Boogerd        | Fassa Bortolo            | Tomáš Konečný                                                                         |
| 2002      | Aitor Osa                 | 18h 04' 54"            | 755                    | 6                      | Rafael Casero           | David Etxebarria       | Mapei-Quick Step (3)     | Pietro Caucchioli                                                                     |
| 2003      | Iban Mayo                 | 18h 59' 23"            | 753                    | 6                      | Marco Pinotti           | Alejandro Valverde     | Euskaltel-Euskadi        | Carlos Torrent                                                                        |
| 2004      | Denis Menchov             | 19h 25' 46"            | 767                    | 6                      | Jens Voigt              | Alejandro Valverde (2) | Euskaltel-Euskadi (2)    | Jens Voigt                                                                            |
| 2005      | Danilo Di Luca            | 18h 13' 53             | 744,3                  | 6                      | David Latasa            | Danilo Di Luca         | Liberty Seguros-Würth    | Iam Mayoz                                                                             |
| 2006      | José Gómez Marchante      | 20h 31' 47"            | 829                    | 6                      | Hubert Dupont           | Alejandro Valverde (3) | Saunier Duval-Prodir     | Pierrick Fédrigo                                                                      |
| 2007      | Juan José Cobo            | 21h 56' 38"            | 863                    | 6                      | Aitor Hernández         | Juan José Cobo         | Saunier Duval-Prodir (2) | Iker Flores                                                                           |
| 2008      | Alberto Contador          | 21h 03' 59"            | 838                    | 6                      | Egoi Martínez           | Damiano Cunego         | Rabobank                 | Iam Mayoz                                                                             |
| 2009      | Alberto Contador (2)      | 20h 48' 30″            | 833                    | 6                      | Rein Taaramäe           | Samuel Sánchez         | Caisse d'Epargne         | Egoi Martínez                                                                         |
| 2010      | Christopher Horner        | 23h 27' 30"            | 908                    | 6                      | Gonzalo Rabuñal         | Samuel Sánchez (2)     | HTC-Columbia             | Christian Meier                                                                       |
| 2011      | Andreas Klöden (2)        | 22h 12' 11"            | 873,5                  | 6                      | Michael Albasini        | Andreas Klöden         | Movistar (2)             | Bram Tankink                                                                          |
| 2012      | Samuel Sánchez            | 20h 58' 15"            | 836,6                  | 6                      | Mads Christensen        | Samuel Sánchez (3)     | Katusha                  | Marco Pinotti                                                                         |
| 2013      | Nairo Quintana            | 21h 39' 35"            | 833,1                  | 6                      | Amets Txurruka          | Sergio Henao           | Movistar (3)             | Amets Txurruka                                                                        |
| 2014      | Alberto Contador (3)      | 21h 09' 04"            | 841                    | 6                      | Davide Villella         | Alejandro Valverde (4) | BMC Racing               | Omar Fraile                                                                           |
| 2015      | Joaquim Rodríguez         | 21h 49' 38"            | 845,2                  | 6                      | Omar Fraile             | Joaquim Rodríguez      | Katusha (2)              | Louis Vervaeke                                                                        |
| 2016      | Alberto Contador (4)      | 22h 44' 43"            | 852,2                  | 6                      | Diego Rosa              | Sergio Henao (2)       | Sky                      | Nicolas Edet                                                                          |
| 2017      | Alejandro Valverde        | 20h 41' 25"            | 828,8                  | 6                      | Alex Howes              | Alejandro Valverde (5) | Bahrain-Merida           | Lluís Mas                                                                             |
| 2018      | Primož Roglič             | 20h 53' 47"            | 819,9                  | 6                      | Carlos Verona           | Primož Roglič          | Movistar Team (4)        | Enric Mas                                                                             |
| 2019      | Ion Izagirre              | 19h 24' 09"            | 783,8                  | 6                      | Adam Yates              | Maximilian Schachmann  | Bora-Hansgrohe           | Tadej Pogačar                                                                         |
| 2020      | Cancelada                 | Cancelada              | Cancelada              | Cancelada              | Cancelada               | Cancelada              | Cancelada                | Cancelada                                                                             |
| 2021      | Primož Roglič (2)         | 19h 11' 36"            | 797,7                  | 6                      | Primož Roglič           | Primož Roglič (2)      | Jumbo-Visma              | Jonas Vingegaard                                                                      |
| 2022      | Daniel Felipe Martínez    | 21h 59' 36"            | 882,2                  | 6                      | Cristián Rodríguez      | Daniel Felipe Martínez | Ineos Grenadiers         | Remco Evenepoel                                                                       |
| 2023      | Jonas Vingegaard          | 24h 45' 24"            | 992,5                  | 6                      | Jon Barrenetxea         | Jonas Vingegaard       | Soudal Quick-Step        | Brandon McNulty                                                                       |

## Palmarés por países
Após a edição de 2025.
| País           | Vitórias | Último vencedor                |
| -------------- | -------- | ------------------------------ |
| Espanha        | 28       | Juan Ayuso em 2024             |
| Itália         | 7        | Danilo Di Luca em 2005         |
| Suíça          | 5        | Alex Zülle em 1997             |
| Irlanda        | 4        | Stephen Roche em 1989          |
| França         | 4        | Laurent Jalabert em 1999       |
| Bélgica        | 3        | Maurice De Waele em 1929       |
| Alemanha       | 2        | Andreas Klöden em 2011         |
| Eslovênia      | 2        | Primož Roglič em 2021          |
| Colômbia       | 2        | Daniel Felipe Martínez em 2022 |
| Luxemburgo     | 1        | Nicolas Frantz em 1926         |
| Países Baixos  | 1        | Erik Breukink em 1988          |
| Lituânia       | 1        | Raimondas Rumsas em 2001       |
| Rússia         | 1        | Denís Menshov em 2004          |
| Estados Unidos | 1        | Chris Horner em 2010           |
| Dinamarca      | 1        | Jonas Vingegaard em 2023       |
| Portugal       | 1        | João Almeida em 2025           |

## Estatísticas

### Mais vitórias na geral
| Ciclista                      | Vitórias | Anos                   |
| ----------------------------- | -------- | ---------------------- |
| José Antonio González Linares | 4        | 1972, 1975, 1977, 1978 |
| Alberto Contador              | 4        | 2008, 2009, 2014, 2016 |
| Sean Kelly                    | 3        | 1984, 1986, 1987       |
| Tony Rominger                 | 3        | 1992, 1993, 1994       |
| Maurice de Waele              | 2        | 1928, 1929             |
| Luis Ocaña                    | 2        | 1971, 1973             |
| Alex Zülle                    | 2        | 1995, 1997             |
| Primož Roglič                 | 2        | 2018, 2021             |

Em negrito corredores ativos.

### Vitórias consecutivas
- Três vitórias seguidas:
  -  Tony Rominger  (1992, 1993,1994)

- Duas vitórias seguidas:
  -  Maurice de Waele (1928, 1929)
  -  José Antonio González Linares (1977, 1978)
  -  Sean Kelly (1986, 1987)
  -  Alberto Contador (2008, 2009)

### Vitórias de etapa
- Atualizado a edição 2023.

Estes são os ciclistas que têm ganhado quatro ou mais etapas:
| Ciclista                      | Etapas |
| ----------------------------- | ------ |
| Txomin Perurena               | 11     |
| Sean Kelly                    | 11     |
| Laurent Jalabert              | 9      |
| Tony Rominger                 | 8      |
| Samuel Sánchez                | 8      |
| Alejandro Valverde            | 8      |
| Alberto Contador              | 7      |
| Miguel María Lasa             | 6      |
| Joaquim Rodríguez             | 6      |
| José Antonio González Linares | 5      |

| Ciclista           | Etapas |
| ------------------ | ------ |
| Stefano Zanini     | 5      |
| Primož Roglič      | 5      |
| André Leducq       | 4      |
| Nicolas Frantz     | 4      |
| Julián Gorospe     | 4      |
| Jens Voigt         | 4      |
| Tony Martin        | 4      |
| Julian Alaphilippe | 4      |

Em negrito corredores ativos.

### Vitórias consecutivas
- Três vitórias seguidas:
  -  Tony Rominger  (1992, 1993,1994)

- Duas vitórias seguidas:
  -  Maurice de Waele (1928, 1929)
  -  José Antonio González Linares (1977, 1978)
  -  Sean Kelly (1986, 1987)
  -  Alberto Contador (2008, 2009)